# Leon J. Meek
Leon J. Meek (Santa Marta, 31 de marzo de 1926 - Bogotá, 8 de agosto de 1978) fue un abogado especializado en Derecho Laboral. Doctor honoris causa. Desempeñó varios cargos para el gobierno colombiano, destacando en su labor en el Ministerio de Trabajo y Seguridad Social. Creador de la circular n.º 00011 de fecha 10 de febrero de 1978, emitida por la Oficina Jurídica que él dirigía, que modificó y clarificó la ley 4a de 1976 en cuanto al reajuste de pensiones se refiere, promoviendo a partir de esa fecha un real reajuste de las pensiones de todos los colombianos. 

## Biografía
Nació el 31 de marzo de 1926 en Santa Marta (Colombia). Sus ancestros por parte de padre proceden de la nobleza británica, y por parte de madre son de origen diplomático italiano (apellido Pezzotti). Falleció el 8 de agosto de 1978 en Bogotá (Colombia) a causa de un cáncer fulminante.

## Estudios
Realizó sus estudios secundarios en el Liceo Celedón (Santa Marta), finalizándolos en el año 1948. Fue enviado a Bogotá para cursar estudios superiores en Derecho, en la Facultad de Derecho y Ciencias Sociales de la Universidad Libre (Colombia) y en la Facultad de Derecho y Ciencias Políticas de la Universidad La Gran Colombia.

## Trayectoria Profesional
Antes de finalizar sus estudios, estuvo un tiempo trabajando como detective en el DAS (Departamento Administrativo de Seguridad, República de Colombia) y también estudió y trabajó en la sección de Dactiloscopia de la Registraduría Nacional del Estado Civil (República de Colombia). Una vez terminada la carrera, se trasladó a Sitio Nuevo (Magdalena, Colombia) para desempeñarse como juez promiscuo municipal en el Tribunal Superior de Santa Marta, del 20/1/1955 al 2/1/1956.
Luego, en el Ministerio de Trabajo desempeñó los cargos siguientes:
- Inspector Jefe de la Seccional del Trabajo de Santa Marta, Departamento de Magdalena, del 3/1/1956 al 23/8/1957. Fue en este período que los trabajadores de la Zona Bananera del Departamento de Magdalena le ofrecieron postularle como gobernador de dicho Departamento. El Dr. Meek agradecía la demostración de aprecio de los trabajadores, pero no aceptó porque como él mismo dijo, no era político. Él fue siempre de ideología conservadora.
- Inspector Jefe de la Seccional del Trabajo de Girardot, del 24/8/1957 al 15/10/1957.
- Inspector Nacional del Trabajo de Palmira, en comisión en Bogotá, del 16/10/1957 al 15/11/1957.
- Inspector Nacional del Trabajo de la División de Asuntos Sindicales, del 16/11/1957 al 15/11/1959. Luego, estuvo con los sindicatos y quedó fuera del Ministerio durante un año y medio, en este período montó su propio despacho, del 16/11/1959 al 8/1/1961.
- Inspector del Trabajo II Grado 8 de la Inspección Nacional del Trabajo de Villavicencio, del 9/1/1961 al 31/5/1961.
- Inspector del Trabajo II Grado 8 de la Inspección Nacional del Trabajo de Villavicencio, en comisión en la Inspección Departamental de Asuntos Individuales del Trabajo de la Dirección Regional del Trabajo de Cundinamarca, del 1/6/1961 al 31/8/1961.
- Inspector del Trabajo II Grado 8 de la Inspección Nacional del Trabajo de Villavicencio, del 1/9/1961 al 31/12/1962.
- Inspector del Trabajo II Grado 11 de la Inspección Nacional del Trabajo de Villavicencio, del 1/1/1963 al 15/1/1964.
- Inspector del Trabajo III Grado 13 de la Inspección Nacional del Trabajo de Villavicencio, del 16/1/1964 al 31/10/1964.
- Inspector del Trabajo III Grado 13 de la Sección de Asuntos Individuales del Trabajo de la Dirección Regional del trabajo de Cundinamarca, del 1/11/1964 al 31/8/65.
- Abogado V Grado 16 de la Sección de Registro y Control Sindical de la División de Asuntos Colectivos del Trabajo (Encargado), del 1/9/1965 al 30/11/1965.
- Visitador Administrativo (Abogado) III Grado 13 de la Oficina de Coordinación y Control Ejecutivo, del 1/12/1965 al 31/12/1965.
- Visitador Administrativo VII Grado 16 de la Oficina de Coordinación y Control Ejecutivo, del 1/1/1966 al 15/2/1967.
- Abogado VII Grado 18 de la Sección de Asuntos Urbanos y Mineros de la División de Asuntos Individuales del Trabajo, del 16/2/1967 al 30/6/1968.
- Abogado (Consultor) IX Grado 20 de la División de Asuntos Individuales del Trabajo, del 1/7/1968 hasta 1970.
- Jefe de la Sección de Negociación colectiva del Ministerio de Trabajo, Bogotá.[2]
- Posteriormente, fue ascendido a Jefe de la Oficina Jurídica[3] del Ministerio de Trabajo (Bogotá), cargo que ostentó hasta su fallecimiento. Fue en esta última etapa en la que creó la Circular N.º 00011 del 10 de febrero de 1978,[4] que modificó y clarificó para el beneficio de todo Colombia la Ley 4ª de 1976 promoviendo un real reajuste de las Pensiones a partir de esta fecha.[5] Esta reforma pudo ser aprobada después de su muerte gracias a lo bien sustentada que estaba. Fue aprobada en el Senado de la República de Colombia, en la Casa Presidencial y en todos los estamentos del Gobierno.

Tuvo una estrecha relación laboral y personal (en muchos casos de verdadera amistad) con gente de los gremios, los sindicatos, los organismos sindicales, las patronales y las grandes Empresas que mueven el país, entre otras: Texas Petroleum Company (Texaco), Organización Ardila Lülle, Grupo Empresarial Baviera, ICA de México, Nestlé de Colombia, Cicolac, Gaseosas Postobón, Productos Fleishman Colombia-distribuidores de Gelatina Royal, Mercedes Benz, Avianca, Coltejer, Colpuertos (Puertos de Colombia), Uniroyal Croydon S.A., Cartón de Colombia, Embotelladora Kist, Conalvidrios (Compañía Nacional de Vidrios), Inversiones Monserrate, Plateria Ramirez, Ferrocarriles de Colombia, Asociación Colombiana de Empleados Bancarios (ACEB), Unión Nacional de Empleados Bancarios (UNEB) y un largo etc. Las Centrales Obreras (la CTC y la UTC) los empresarios, la gente del Gobierno de todo Colombia.
Por otro lado, dado su alto prestigio y reconocimiento profesional, fue invitado como conferenciante en diversas ocasiones por varias universidades.

## Circular N.º 00011 del 10 de febrero de 1978

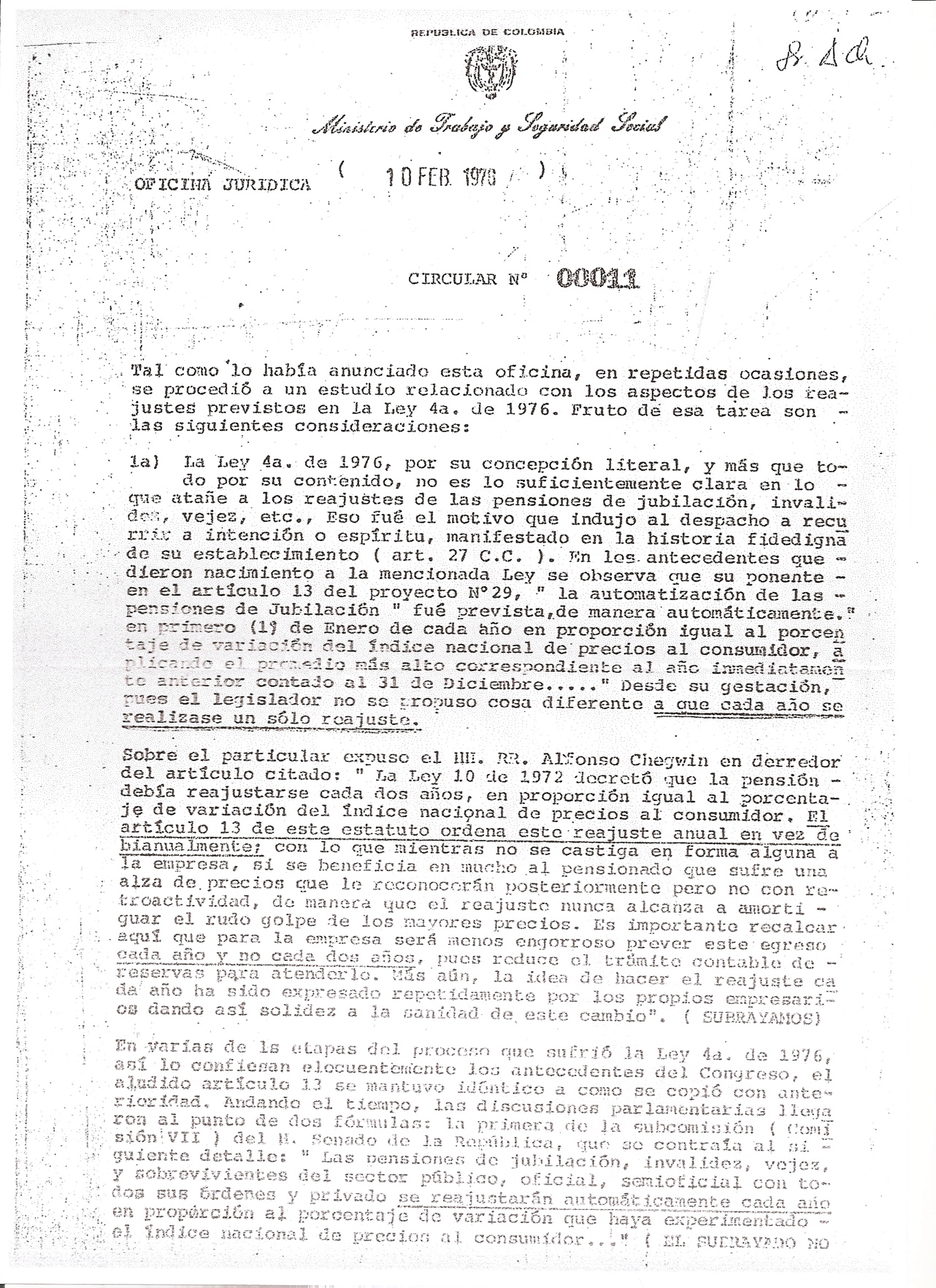
Primera página de la Circular
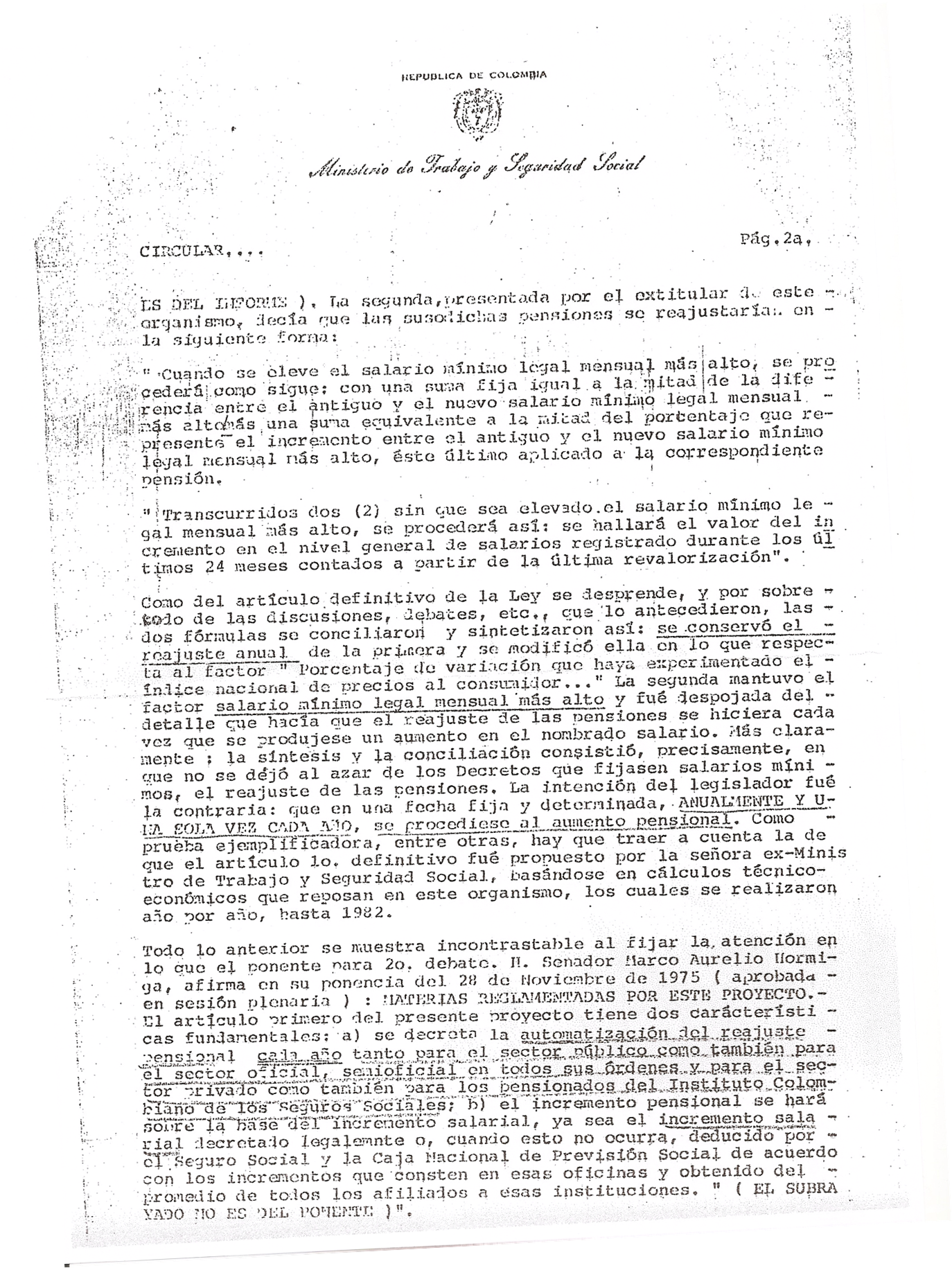
Segunda página de la Circular
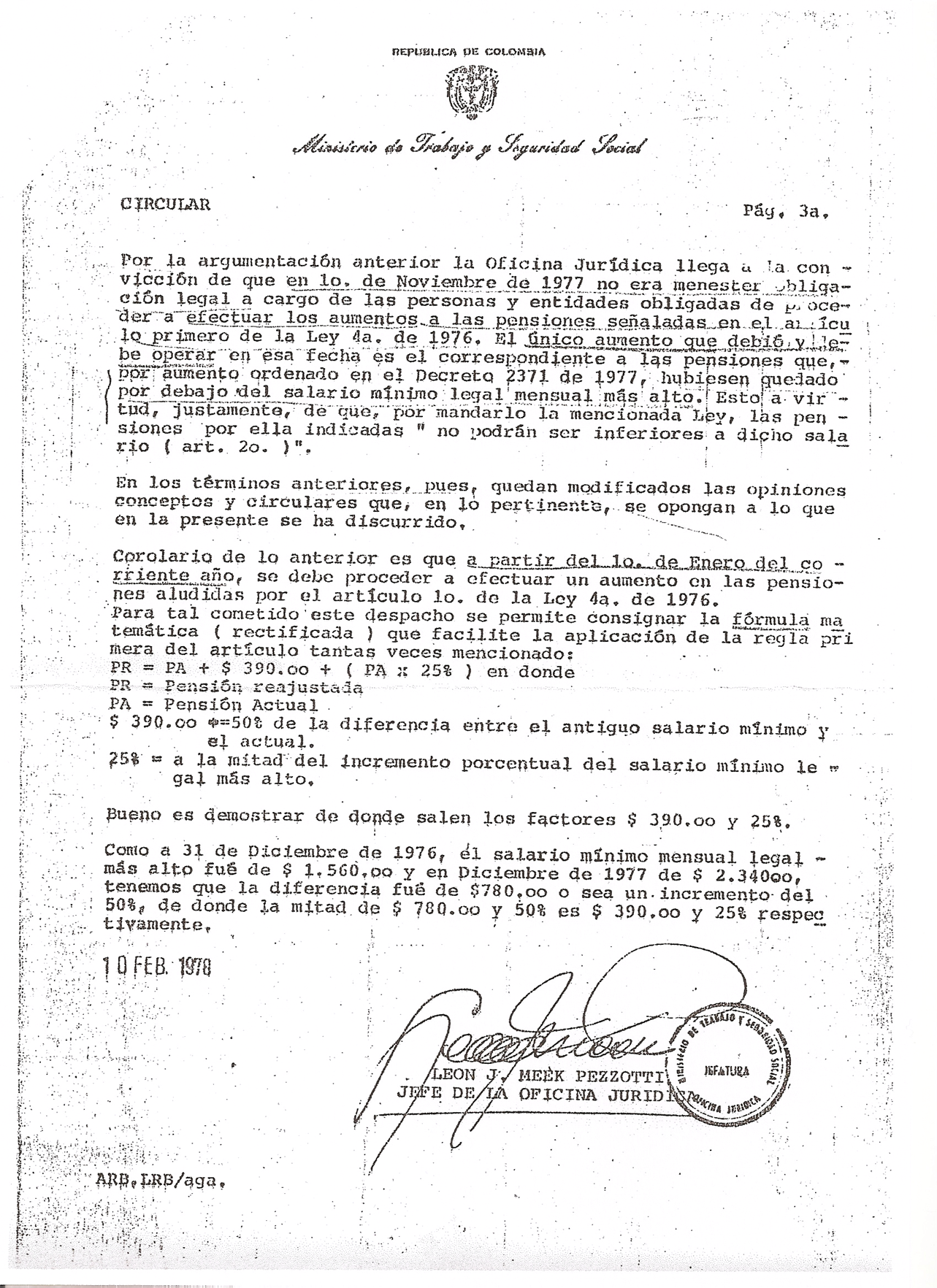
Tercera página de la Circular (contiene la firma del Dr. Leon J. Meek)

## Fallecimiento

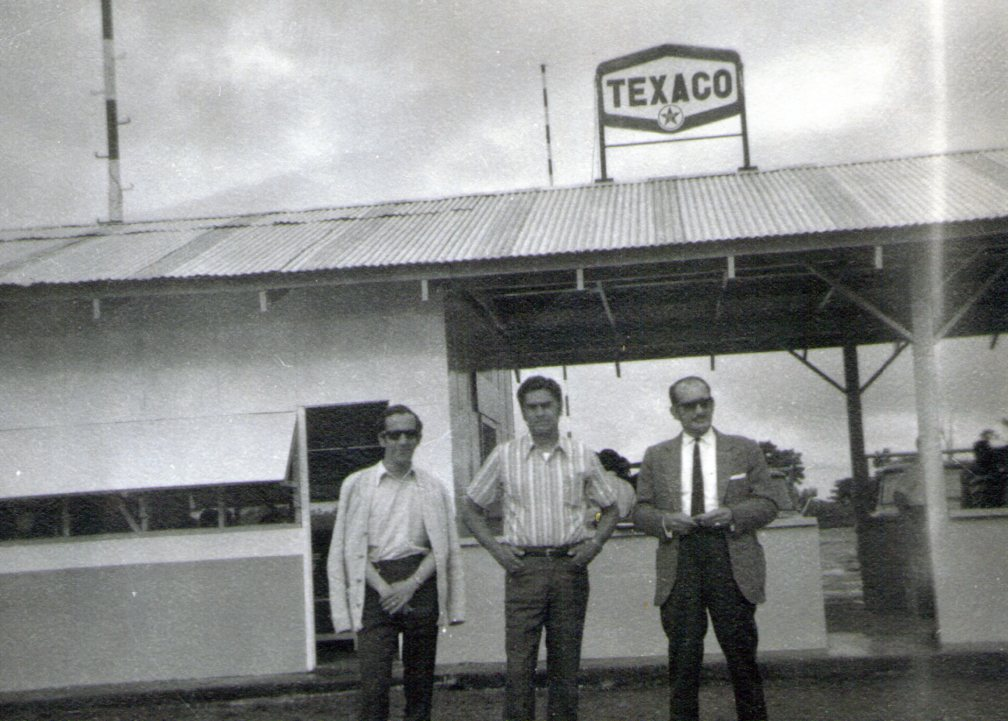
Esta foto fue hecha en el aeropuerto privado de la Texas Petroleum Company (Texaco), situado en Puerto Boyacá (Colombia). A la izquierda de la foto aparece el Dr. Carlos Emiro Jácome Illera y a la derecha de la foto, el Dr. Leon J. Meek.

En abril de 1978 se le diagnosticó un cáncer de riñón con metástasis en los pulmones. La enfermedad estaba en una fase muy avanzada y no pudo hacerse nada para vencerla, a pesar de que la compañía petrolera norteamericana, Texaco (Texas Petroleum Company), ofreció trasladarlo a él y a su familia a Estados Unidos para someterlo al tratamiento más avanzado el tiempo que fuera necesario, asumiendo todos los gastos que conllevara. No obstante, se desestimó esa posibilidad ya que el tratamiento que se le hubiera aplicado allí hubiera sido el mismo que se le estaba aplicando en Bogotá. Desgraciadamente, falleció al poco tiempo, el 8 de agosto de 1978, a los 52 años de edad, en la Caja de Nacional de Previsión (Bogotá, Colombia). Cumpliendo su última voluntad, fue enterrado en el panteón familiar en Ciénaga (Santa Marta, Colombia). Para el traslado de los restos mortales del Dr. Leon J. Meek, de su esposa y de sus 4 hijos, la Texaco (Texas Petroleum Company) puso a disposición uno de sus aviones privados.
Merece la pena mencionar que en el velatorio que se celebró en Bogotá asistieron, a darle su último adiós, todo tipo de personalidades destacadas del Gobierno, empresarios y representantes de las centrales obreras, quienes pronunciaron un discurso de despedida, en sentido homenaje de respeto, agradecimiento y admiración hacia el Dr. Leon J. Meek.
Por otro lado, el Dr. Carlos Emiro Jácome Illera, abogado del Ministerio de Trabajo y Seguridad Social, quien posteriormente a la muerte del Dr. Leon J. Meek fue nombrado secretario general del Ministerio de Trabajo y Seguridad Social, en 1979, (reemplazando en el cargo al que luego fue presidente de Colombia, el Dr. Álvaro Uribe Vélez), manifestó "todo lo que sé de Derecho Laboral, lo aprendí del Dr. Meek".

## Esposa e hijos

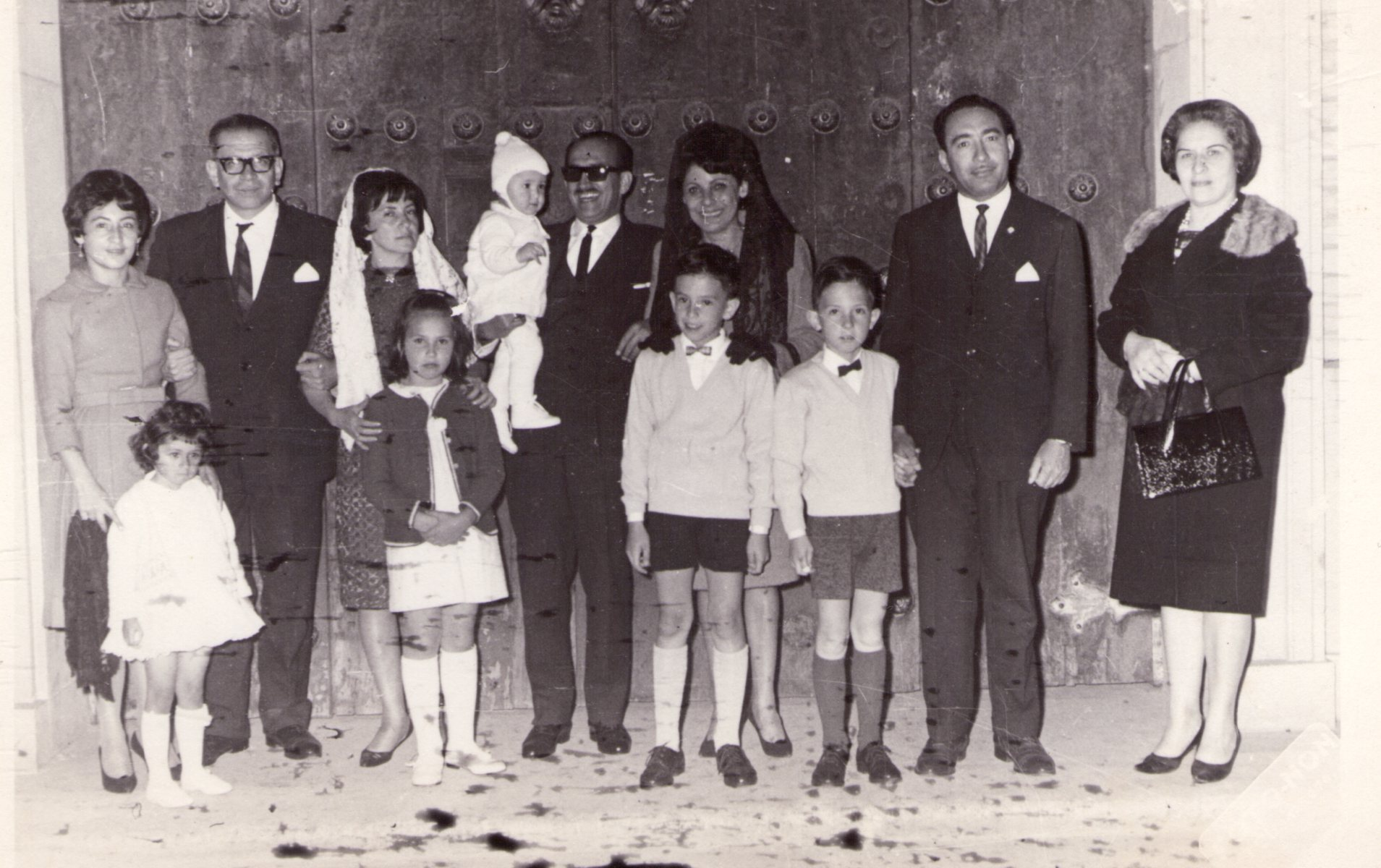
En la foto de izquierda a derecha aparecen: el 2º por la izquierda, el Dr. Luis Benicio Jiménez, un alto cargo del Ministerio de Trabajo, y padrino de bautismo de Edgar J. Meek. La 3a, es la esposa del Dr. Leon J. Meek, Leonor M. de Meek, delante de ella, su hija Elizabeth Meek. A continuación, Edgar J. Meek, en brazos de su padre, Leon J Meek. A su lado, su hijo J.German Meek y detrás de éste, Regina Uribe, pianista colombiana, su madrina de bautismo. Al lado, su otro hijo, Frank Meek, que cogía de la mano a su padrino, el Dr. Amaury Guerrero, que fue durante muchos años Secretario General del Honorable Senado de la República de Colombia.

El Dr. Leon J. Meek contrajo matrimonio con la señorita Leonor Muñoz, licenciada en Educación Física, el 12 de julio de 1955 en la Parroquia de las Angustias en Bogotá (Colombia), tuvieron cuatro hijos:
- J.German Meek
- Frank Meek
- Elizabeth Meek
- Edgar J. Meek

También tuvo otros hijos: Germán Meek G., William J. Meek G., León de Jesús Meek L., Carmen Rosa Meek L., Juan Germán Meek L., Carmen José Meek D.

## Hobbies
- Fotografía: al Dr. Leon J. Meek le gustaba la fotografía, llevaba consigo siempre una cámara muy pequeña (de espionaje).
- Ilusionismo: lo practicaba sorprendiendo de una manera espontánea a las personas allí donde se encontrara y en el momento menos esperado.
- Baile: fue un gran bailarín, con su esposa hacían una gran pareja de baile en las fiestas a las que acudían.
- Le gustaba asistir al carnaval de Barranquilla y disfrazarse, escogiendo muy bien su atuendo.
- Eventualmente, practicó diversos deportes: tenis, tenis de mesa, ciclismo, patinaje sobre ruedas, baseball, natación y equitación (fue un gran jinete).
- También jugó a billar en todas sus modalidades
- Era un gran entendido en el arte de hacer cometas.
- Defensa personal: sabía defenderse muy bien de las agresiones con técnicas de boxeo y patada. Una anécdota que le ocurrió en una ocasión fue que le llegaron a imponer una multa para evitar que volviera a hacer uso de sus manos porque podía hacer mucho daño con ellas.